# Ђорђе Ф. Недељковић
Ђорђе Ф. Недељковић (Нови Сад, 1824 — Нови Сад,  6. децембар 1899) био је српски добротвор и трговац.

## Биографија
Отац му је пореклом из старе шидске породице док му је мајка из истакнуте каменичке породице Мачвански. Његов ујак био је градоначелник Новог Сада и судија Павле Мачански.
Гимназију је завршио у Новом Саду и Качкемету а студије филозофије у Пешти.
После завршетка студија бавио се трговином и водио је велику трговину у Бечу.
Недељковић је дао низ великих донација за потребе Срба Новог Сада. За изградњу гимназије у Новом Саду приложио је 500 форинти, Задрузи жена Српкиња је давао новац за помоћ сиротиње, директно је помагао старе и болесне Новосађана.
Политички је био активан као члан Народне либералне странке. Такође је био члан Матице српске, члан Српске читаонице и почасни члан ватрогасног друштва.
У Споменици Матице српске из 1927. године о Ђорђу је записано следеће: „Да је имао љубави према свом народу и да је познавао народне потребе, сведочи већ то, што је своју задужбину наменио таквој сврси, коју могу да уоче само људи јаче образованост, наиме, на помагање књижевних и просветних вођа у малену делу српског народа, који у оно време није имао помоћи ни са које друге стране, до ли до сама себе“.
Сахрањен је на Успенском гробљу.

### Тестамент
Својим тестаментом за народне потребе поклонио је 126.000 круна: „… сећајући се српскога народа, из кога сам поникао и српске источно-православне вере, у којој сам васпитан, наређујем и завештавам следеће легате“:
- 20.000 круна за фонд велике српске гимназије у Новом Саду тј. на умножавање тог фонда
- 20.000 круна фонду Св. Саве у Сремским Карловцима
- 10.000 круна друштву Св. Саве у Београду
- 2.000 круна институту за умоболне који се у том моменту оснивао на Цетињу
- 20.000 круна Српској православној црквеној општини у Новом Саду, да њима посебно рукује као са „Фондом Ђорђа Ф. Недељковића за мираз сиромашним девојкама“, које се удају за добре и солидне занатлије Србе: „…Умољавам српску православну црквену општину, да са овом фундацијом родољубно, праведно и без обзира на политичке странке управља, а да узима у обзир особито такове занате, којима ми Срби поглавито оскудевамо“.
- 20.000 круна Матици српској за „Фондацију Ђорђа Ф. Недељковића за сиромашне српске списатеље из Аустроугарске“. Помоћ ће се издавати српским добрим сиромашним оболелим или остарелим списатељима из Аустроугарске.
- 10.000 круна друштву Српског Народног позоришта у Новом Саду за припомоћ глумцима и глумицама. Ако позориште нестане онда новац иде за развијање драмске књижевности.
- 10.000 круна Српској женској задрузи у Новом Саду за дрва сиротињи и за одело деци.
- 2.000 круна трговачкој болници у Новом Саду докле јој год управа буде у српским рукама.
- 2.000 круна политичкој општини у Новом Саду да се подели сиротињи без разлике у вери и националности.
- Још око 30.000 круна поделио је физичким лицима.

### Приватни живот
Његова супруга била је Анастасија Станковић, братаница знаменитог композитора Корнелија Станковића.